# Cerda

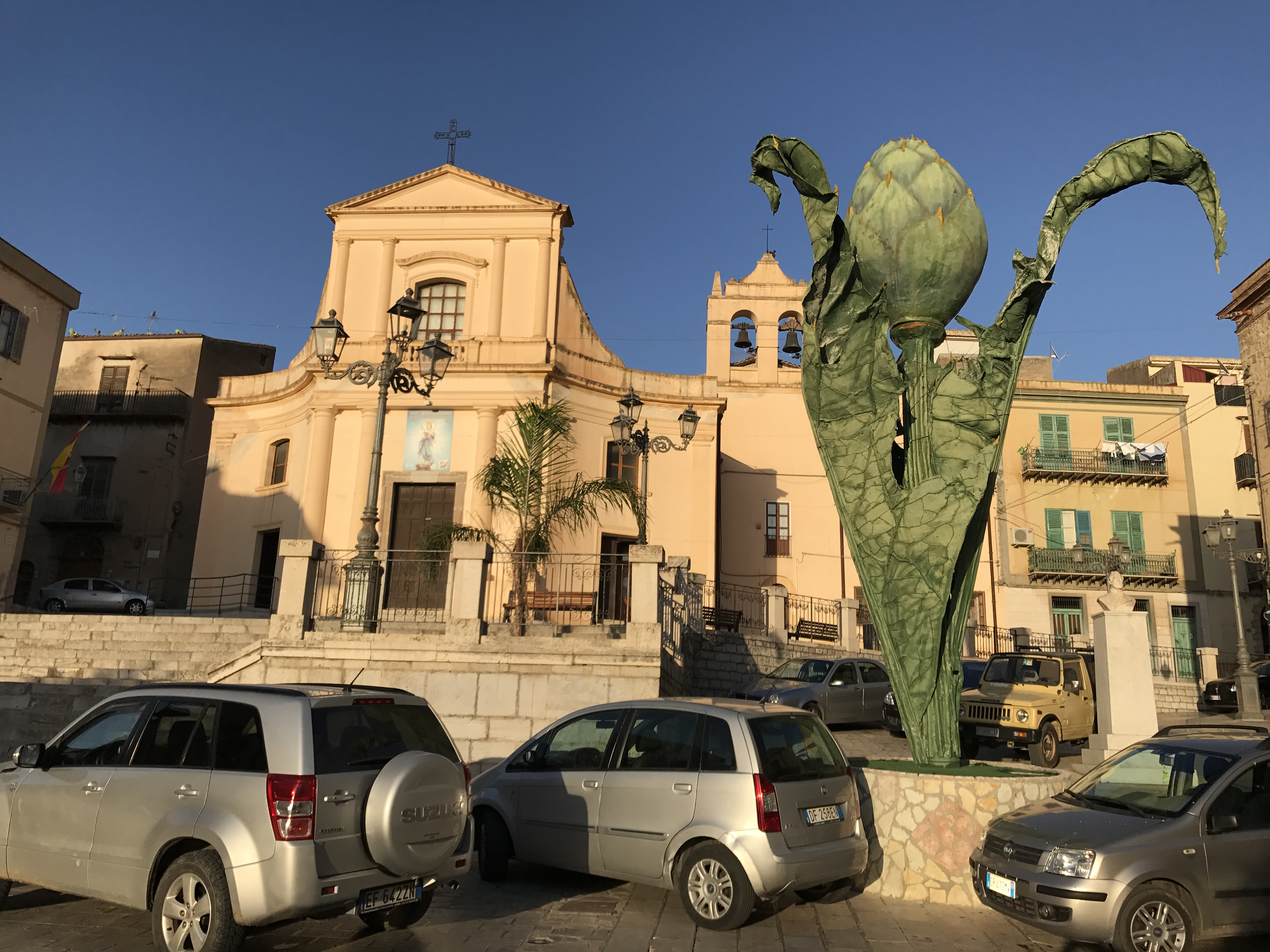
Pfarrkirche und “Il monumento al carciofo” in Cerdas Ortsmitte

Cerda ist eine Gemeinde in der Metropolitanstadt Palermo in der Region Sizilien in Italien mit 4866 Einwohnern (Stand 31. Dezember 2023).

## Lage und Daten
Cerda liegt 45 Kilometer südöstlich von Palermo. Die Einwohner arbeiten hauptsächlich in der Landwirtschaft und im Handwerk.
Die Nachbargemeinden sind Alia, Aliminusa, Montemaggiore Belsito, Collesano, Sciara, Scillato, Sclafani Bagni und Termini Imerese.

## Geschichte
Der Ort hieß früher auch Tavernanova.

## Sehenswürdigkeiten
- Pfarrkirche aus dem 16. Jahrhundert
- Baronspalast
- Die Rennstrecke von Cerda, diese Rennstrecke war eine Teilstrecke des Rennens Targa Florio.
- “Il monumento al carciofo” (1987), 9 m hohes Denkmal in Form einer Artischocke

## Veranstaltungen
Sagra del Carciofo, seit 1981 jährlich am 25. April